# 長崎市立滑石小学校
長崎市立滑石小学校（ながさきしりつ なめししょうがっこう、Nagasaki City Nameshi Elementary School）は、長崎県長崎市滑石二丁目にある公立小学校。

## 概要
歴史
1929年（昭和4年）に「西浦上尋常高等小学校滑石分教場」として設置された。1951年（昭和26年）に現校名の「長崎市立滑石小学校」として独立した。
学校教育目標
「豊かな心を持ち たくましく生きる児童の育成」
校章
はばたく鳥の絵を背景にして、中央に校名の「滑石」の文字（縦書き）を置いている。
校区
滑石一・二丁目、葉山一・二丁目
中学校区は長崎市立岩屋中学校。

## 沿革

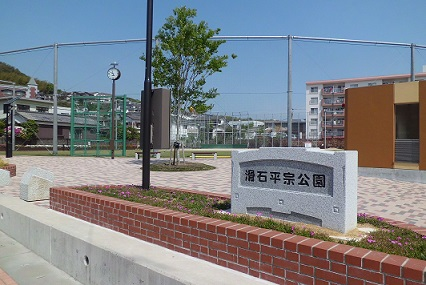
長崎市　滑石平宗公園

- 1929年（昭和4年）4月 - 滑石郷（現・滑石平宗公園・滑石公民館の敷地）に「西浦上尋常高等小学校 滑石分教場」が設置される（西浦上村立）。
  - 分教場が設置される前は、田畑の広がる滑石郷の児童は西浦上尋常高等小学校の本校に通っていた。当時は道路が整備されておらず、児童は橋のかかっていない川を飛び石を伝い渡って通学していた。そのような小学生の登下校時の不便を解消し、安全を確保するために、滑石分教場が設置されるに至った。
- 1938年（昭和13年）4月1日 - 西浦上村が長崎市に編入され、長崎市立の学校（分教場）となる。
- 1941年（昭和16年）4月1日 - 国民学校令により、「西浦上国民学校 滑石分教場」に改称。
- 1945年（昭和20年）
  - この年 - 空襲の増加により、滑石大神宮や滑石分教場、川平分教場などで西浦上国民学校本校の分散授業が実施される。
  - 8月9日 - 原爆の爆風により、校舎が被害を受ける。なお、西浦上国民学校本校の校舎は全壊。
    - それ以降、爆心地に近く被害の大きかった長崎市街地から多くの負傷者が運ばれ、当面の間臨時救護所として治療・手当が行われた。

  - 9月 - 原爆の被害と戦後の混乱により、施設や教材不足の中で授業を再開。
- 1947年（昭和22年）
  - 1月19日 - 新校舎が完成し、初等科1～3年生を収容し、授業を継続。
  - 4月1日 - 学制改革（六・三制の実施）により「長崎市立西浦上小学校 滑石分校」となる。
- 1950年（昭和25年）- 校舎を増築し、1～4年生までを収容。
- 1951年（昭和26年）4月1日 - 長崎市立西浦上小学校から分離し、「長崎市立滑石小学校」（現校名）として独立。
  - これに伴い、西浦上小学校から滑石地区・岩屋地区の児童が滑石小に移される。
- 1967年（昭和42年）4月1日 - 滑石団地の開発による滑石地区の人口増加に対応するため、長崎市立大園小学校が新設され、滑石団地の1～5年生児童を大園小に移す。
- 1969年（昭和44年）4月1日 - 百合野団地の開発により、百合野団地の2～4年生を長与町立高田小学校に移す。
- 1973年（昭和48年）9月 - 現在地に鉄筋コンクリート造の新校舎が完成し移転を完了。跡地は滑石公民館・滑石平宗公園として利用されている。

## アクセス
最寄りの鉄道駅
- JR長崎線道ノ尾駅
- 長崎電気軌道赤迫電停

最寄りのバス停
- 長崎バス打坂バス停、長崎バス・県営バス滑石入口バス停

最寄りの国道・県道
- 国道206号
- 長崎県道28号長崎畝刈線

## 周辺
- 長崎市立滑石中学校

## 著名な出身者
- 歌広場淳（ゴールデンボンバーのメンバー） - 一時在籍

## 関連事項
- 長崎県小学校一覧
- 玉名市立滑石小学校 - 同表記の学校。ただし読みは「なめいし」。